# 駒雅鱈
駒雅鱈，為輻鰭魚綱鱈形目稚鱈科的其中一種，分布於北大西洋比斯開灣、英國、冰島、格陵蘭、法羅群島、拉布拉多半島海域，深度127－1880公尺，為深海底棲性魚類，體長可達44公分，棲息在底層水域，以甲殼類及多毛類為食，生活習性不明。